# Філон Олександр Русланович
Олекса́ндр Русла́нович Філо́н (1997—2023) — солдат Збройних сил України, учасник російсько-української війни.

## Життєпис
Народився 17 липня 1997 року в м. Ковель.
З 2014 по 2019 рік навчався у Східноєвропейському національному університеті імені Лесі Українки на факультеті фізичного виховання і спорту.
2015—2016 роки — солдат окремого загону спеціального призначення «АЗОВ».
З 2016 року — тренер з рукопашного гопаку у спортивному клубі «СІЧ».
з 2011 року — член МГО «Молодіжний Фонд „Наше Майбутнє“».
2013—2014 роки — учасник Революції Гідності.
2016 р. — керівник ГО Цивільний Корпус «АЗОВ» Ковель.
2016 р. — керівник Ковельського осередку ПП «Національний Корпус».
У 2019 році заснував Правильний простір «ВАТРА», є його керівником.
З першого дня війни перебував у Збройних Силах України. Спочатку був у територіальній обороні, потім воював у складі третьої окремої штурмової бригади командиром підрозділу «Вовча зграя».
28 червня 2023 року загинув під Бахмутом.

## Нагороди
За особисту мужність і високий професіоналізм, виявлені у захисті державного суверенітету та територіальної цілісності України, вірність військовій присязі, відзначений — нагороджений
- орденом «За мужність» III ступеня (31.7.2015)